# بيلي وليامز (لاعب كرة قاعدة أمريكي)
بيلي وليامز (بالإنجليزية: Billy Williams)‏ هو لاعب كرة قاعدة أمريكي، ولد في 13 يونيو 1933 في نيوبيري في الولايات المتحدة، وتوفي في 11 يونيو 2013 في أوكلاند في الولايات المتحدة.

## وصلات خارجية
- بيلي وليامز على موقع دوري كرة القاعدة الرئيسي (الإنجليزية)
- بيلي وليامز على موقعبيزبول رفرنس.كوم (الدوري الرئيسي) (الإنجليزية)
- بيلي وليامز على موقعبيزبول رفرنس.كوم (الدوري الثانوي) (الإنجليزية)
- بيلي وليامز على موقع إي إس بي إن.كوم (أم.أل.بي) (الإنجليزية)
- بيلي وليامز على موقع مشجعي الرسوم البيانية (الإنجليزية)